# Linia kolejowa Neustadt (Dosse) – Meyenburg
Linia kolejowa Neustadt (Dosse) – Meyenburg – jednotorowa, niezelektryfikowana linia kolejowa w kraju związkowym Brandenburgia, w Niemczech. Łączy Neustadt (Dosse) przez Pritzwalk, Neustrelitz z Meyenburgiem.